# Nikkō (Tochigi)
Nikkō (Nikkō-shi, literalmente «luz del sol») es una ciudad de Japón ubicada en la prefectura de Tochigi, en la región de Kantō. Tiene una población estimada, a inicios de 2022, de 78 784 habitantes.
La serie de santuarios y recintos sagrados que hay en Nikkō, así como los balnearios (onsen) de los alrededores, hacen de la localidad un centro religioso y turístico muy visitado. El conjunto de templos y santuarios de Nikkō fue inscrito por la Unesco como Patrimonio de la Humanidad en 1999.

## Datos geográficos

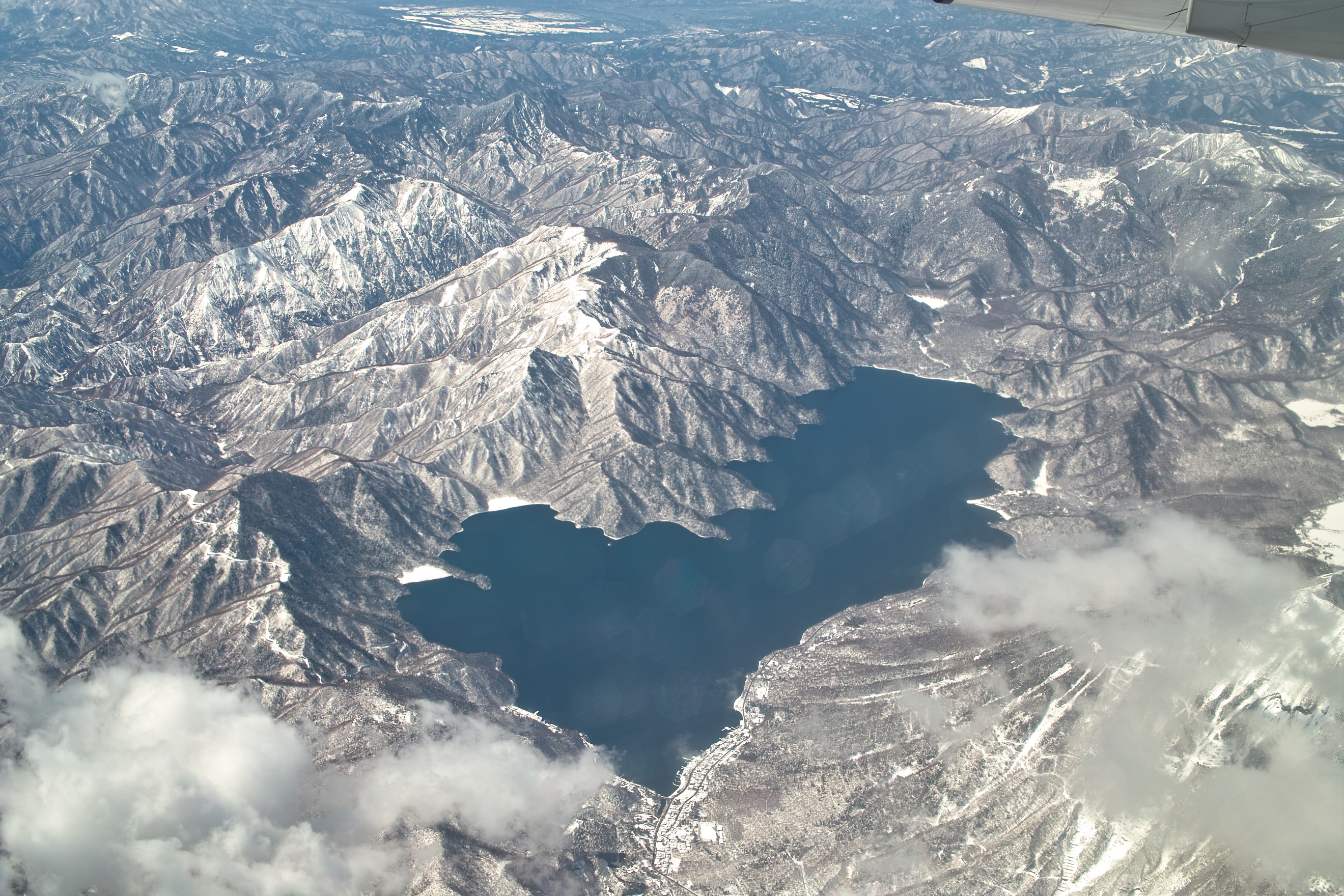
Japón: vista aérea del lago ChUzenji en Nikk ENO (Prefectura de Tochigi).

Nikkō está situada a 140 km al norte de Tokio, en la región de Kantō. Administrativamente, la ciudad de Nikkō fue formada el 20 de marzo de 2006, tras la fusión de cinco poblaciones vecinas: la vieja ciudad de Nikkō, la ciudad de Imaichi, los pueblos de Fujihara y Ashio; y la aldea de Kuriyama. Incluyendo el área no urbanizada, la ciudad de Nikkō abarca un área de 1449,83 km², equivalente a un cuarto del área total de la prefectura de Tochigi. Nikko se encuentra en la orilla noroeste de la prefectura, y colinda con las prefecturas de Fukushima y Gunma. 
Gran parte del área montañosa de Nikkō es área protegida, y forma parte del Parque nacional de Nikkō (日光国立公園 Nikkō Kokuritsu Kōen?). La ciudad se une a las redes de carreteras del país a través de la carretera Nikkō-Utsunomiya; y desde 1890 con la red ferroviaria a través de la Línea Nikkō (日光線 Nikkō-sen?), la cual se conecta con la línea Tōhoku de Shinkansen en Utsunomiya.

## Historia

### Santuarios y templos
El primer templo en Nikkō, llamado Shihonryu-ji, fue fundado por el sacerdote budista Shodo Shonin (勝道上人 Shōdō shōnin?) en el año 766. De acuerdo a la leyenda, Shodo Shonin llegó a Nikkō tras cruzar el río Daiya sobre el lomo de dos serpientes, enviadas por el dios Jinjaou, que se transformaron en el puente. Alrededor de Shihonryu-ji florecieron los asentamientos humanos y otros templos budistas y sintoístas. Shihonryu-ji cambió de nombre a Rinno-ji cuando se convirtió en un templo de la secta budista Tendaishū en el siglo XVII.
Durante los siguientes nueve siglos, Nikkō creció como un centro espiritual, hasta que el shōgun Tokugawa Ieyasu lo escogió como el lugar ideal para levantar su propio mausoleo. El mausoleo, llamado Tōshōgū, fue construido por su nieto, Tokugawa Iemitsu, en 1634. Tokugawa Iemitsu construyó el mausoleo con el máximo de esplendor que le fue posible, pues su intención era utilizarlo como una forma de reflejar la grandeza y el poderío del clan Tokugawa, y así impresionar a sus rivales.
Tokugawa Iemitsu tiene su mausoleo propio, llamado Taiyuin-byo. Este mausoleo fue terminado en 1653, dos años después de la muerte del shōgun, quien es llamado Taiyuin desde su muerte. Taiyuin-byo compite en magnificencia y riqueza con Tōshōgū, y juntos hicieron que la palabra Nikkō trascendiera en Japón como sinónimo de ‘esplendor’.

### Ciudad de Nikkō
A un kilómetro de Tōshōgū, cruzando el río Daiya, floreció la población originalmente llamada Nisha Ishiji (‘dos santuarios y un templo’).
El poblado nació como un asentamiento de servicios para los lugares religiosos. En ella se encuentra la estación de tren más antigua de Japón; diseñada por el arquitecto Frank Lloyd Wright y construida en 1915.

## Clima
| Parámetros climáticos promedio de Nikkō, Tochigi, Japón | Parámetros climáticos promedio de Nikkō, Tochigi, Japón | Parámetros climáticos promedio de Nikkō, Tochigi, Japón | Parámetros climáticos promedio de Nikkō, Tochigi, Japón | Parámetros climáticos promedio de Nikkō, Tochigi, Japón | Parámetros climáticos promedio de Nikkō, Tochigi, Japón | Parámetros climáticos promedio de Nikkō, Tochigi, Japón | Parámetros climáticos promedio de Nikkō, Tochigi, Japón | Parámetros climáticos promedio de Nikkō, Tochigi, Japón | Parámetros climáticos promedio de Nikkō, Tochigi, Japón | Parámetros climáticos promedio de Nikkō, Tochigi, Japón | Parámetros climáticos promedio de Nikkō, Tochigi, Japón | Parámetros climáticos promedio de Nikkō, Tochigi, Japón | Parámetros climáticos promedio de Nikkō, Tochigi, Japón |
| Mes                                                     | Ene.                                                    | Feb.                                                    | Mar.                                                    | Abr.                                                    | May.                                                    | Jun.                                                    | Jul.                                                    | Ago.                                                    | Sep.                                                    | Oct.                                                    | Nov.                                                    | Dic.                                                    | Anual                                                   |
| ------------------------------------------------------- | ------------------------------------------------------- | ------------------------------------------------------- | ------------------------------------------------------- | ------------------------------------------------------- | ------------------------------------------------------- | ------------------------------------------------------- | ------------------------------------------------------- | ------------------------------------------------------- | ------------------------------------------------------- | ------------------------------------------------------- | ------------------------------------------------------- | ------------------------------------------------------- | ------------------------------------------------------- |
| Temp. máx. abs. (°C)                                    | 12.7                                                    | 14.0                                                    | 16.7                                                    | 23.2                                                    | 26.4                                                    | 26.8                                                    | 30.4                                                    | 30.8                                                    | 27.6                                                    | 25.3                                                    | 19.1                                                    | 17.2                                                    | 30.8                                                    |
| Temp. máx. media (°C)                                   | -0.3                                                    | 0.6                                                     | 4.2                                                     | 10.1                                                    | 15.3                                                    | 18.0                                                    | 22.1                                                    | 22.9                                                    | 18.9                                                    | 13.7                                                    | 8.6                                                     | 2.8                                                     | 11.4                                                    |
| Temp. media (°C)                                        | -3.9                                                    | −3.5                                                    | -0.3                                                    | 5.1                                                     | 10.3                                                    | 14.0                                                    | 18.2                                                    | 18.8                                                    | 15.2                                                    | 9.6                                                     | 4.4                                                     | −1.0                                                    | 7.2                                                     |
| Temp. mín. media (°C)                                   | −7.9                                                    | −7.8                                                    | −4.6                                                    | 0.2                                                     | 5.5                                                     | 10.4                                                    | 14.9                                                    | 15.6                                                    | 11.9                                                    | 5.7                                                     | 0.2                                                     | −4.9                                                    | 3.3                                                     |
| Temp. mín. abs. (°C)                                    | -16.5                                                   | -16.7                                                   | -18.7                                                   | -11.0                                                   | -5.4                                                    | -0.4                                                    | 3.7                                                     | 6.0                                                     | -0.2                                                    | -3.9                                                    | -9.7                                                    | -14.7                                                   | -18.7                                                   |
| Precipitación total (mm)                                | 57.5                                                    | 48.6                                                    | 108.5                                                   | 154.4                                                   | 177.1                                                   | 228.8                                                   | 280.5                                                   | 332.5                                                   | 409.0                                                   | 240.9                                                   | 97.6                                                    | 58.4                                                    | 2193.8                                                  |
| Nevadas (cm)                                            | 63                                                      | 56                                                      | 57                                                      | 13                                                      | 0                                                       | 0                                                       | 0                                                       | 0                                                       | 0                                                       | 0                                                       | 3                                                       | 33                                                      | 225                                                     |
| Días de lluvias (≥ 1 mm)                                | 6.4                                                     | 6.6                                                     | 9.5                                                     | 10.7                                                    | 11.3                                                    | 14.3                                                    | 16.4                                                    | 15.3                                                    | 14.4                                                    | 11.1                                                    | 6.7                                                     | 6.2                                                     | 128.9                                                   |
| Días de nevadas (≥ 1 mm)                                | 12.9                                                    | 12.6                                                    | 11.0                                                    | 2.3                                                     | 0.1                                                     | 0.0                                                     | 0.0                                                     | 0.0                                                     | 0.0                                                     | 0.0                                                     | 0.8                                                     | 7.2                                                     | 46.9                                                    |
| Horas de sol                                            | 164.6                                                   | 167.0                                                   | 189.5                                                   | 187.1                                                   | 174.1                                                   | 107.8                                                   | 109.6                                                   | 128.2                                                   | 105.1                                                   | 122.8                                                   | 152.1                                                   | 153.2                                                   | 1761.1                                                  |
| Humedad relativa (%)                                    | 66                                                      | 65                                                      | 67                                                      | 69                                                      | 75                                                      | 87                                                      | 88                                                      | 89                                                      | 88                                                      | 83                                                      | 73                                                      | 69                                                      | 76                                                      |
| Fuente:                                                 |                                                         |                                                         |                                                         |                                                         |                                                         |                                                         |                                                         |                                                         |                                                         |                                                         |                                                         |                                                         |                                                         |

## El mausoleo de Tokugawa Ieyasu
Durante dos años, más de quince mil artesanos y carpinteros de todo el país trabajaron en la construcción de Tōshōgū (日光東照宮?), el mausoleo que contendría las cenizas del shōgun Tokugawa Ieyasu. El mausoleo es considerado el clímax del estilo arquitectónico Gongen-zukuri, característico de los santuarios japoneses.
El lugar fue designado un santuario durante la era Meiji, pero aún conserva elementos budistas, como la pagoda, el depósito de sutras y la puerta Niomon. Una avenida bordeada por 13 000 cedros (Sugi-Namiki Kaido) lleva a la entrada del recinto, al cual hay que acceder por una torii de granito.
En el primer patio se encuentra la pagoda Gojunoto, de cinco niveles; donada por un daimyō en 1650, y reconstruida en 1818 tras un incendio que la consumió tres años antes. La columna central de la pagoda no parte de los cimientos, sino que cuelga del cuarto nivel y termina diez centímetros arriba del suelo. Esta estrategia constructiva desplazó el centro de gravedad del edificio, incrementando su resistencia a vientos y temblores.
Más adelante, está la puerta Niomon, flanqueada por dos estatuas de figuras Niō. La primera, tiene la boca abierta para pronunciar a, la primera letra del sánscrito; y la segunda figura tiene la boca cerrada, acabando de pronunciar un, la última letra. Tras la puerta Niomon está el segundo patio, con el establo sagrado. En el frente del establo se encuentra el famoso grabado en madera de los tres monos sabios. Por varias horas todos los días, el establo es usado para guardar al caballo que el gobierno de Nueva Zelanda regaló a Nikkō. En esta área también se encuentra una biblioteca de sutras. El patio está rodeado por los almacenes, y la fuente sagrada construida en 1618, utilizada para rituales de purificación.
A partir de allí, se suben dos escalinatas hacia la puerta Yomeimon, que conduce al patio final y a los santuarios dedicados al shōgun. Yomeimon es probablemente la edificación que tiene la decoración más elegante de todo el conjunto; sus columnas de madera fueron talladas de arriba hacia abajo, para hacerlas imperfectas a propósito. Antes de llegar a la puerta Yomeimon, se pasa entre las torres del tambor y de la campana, las cuales albergan los instrumentos que simbolizan al nacimiento y a la muerte. El acceso a los santuarios del shōgun es a través de la puerta Karamon, la más pequeña del mausoleo. En los santuarios, hay un grabado atribuido al artista Hidari Jingorō.
La tumba de Tokugawa Ieyasu no se encuentra dentro de los santuarios, sino en una torre adyacente, llamada Hōtō.

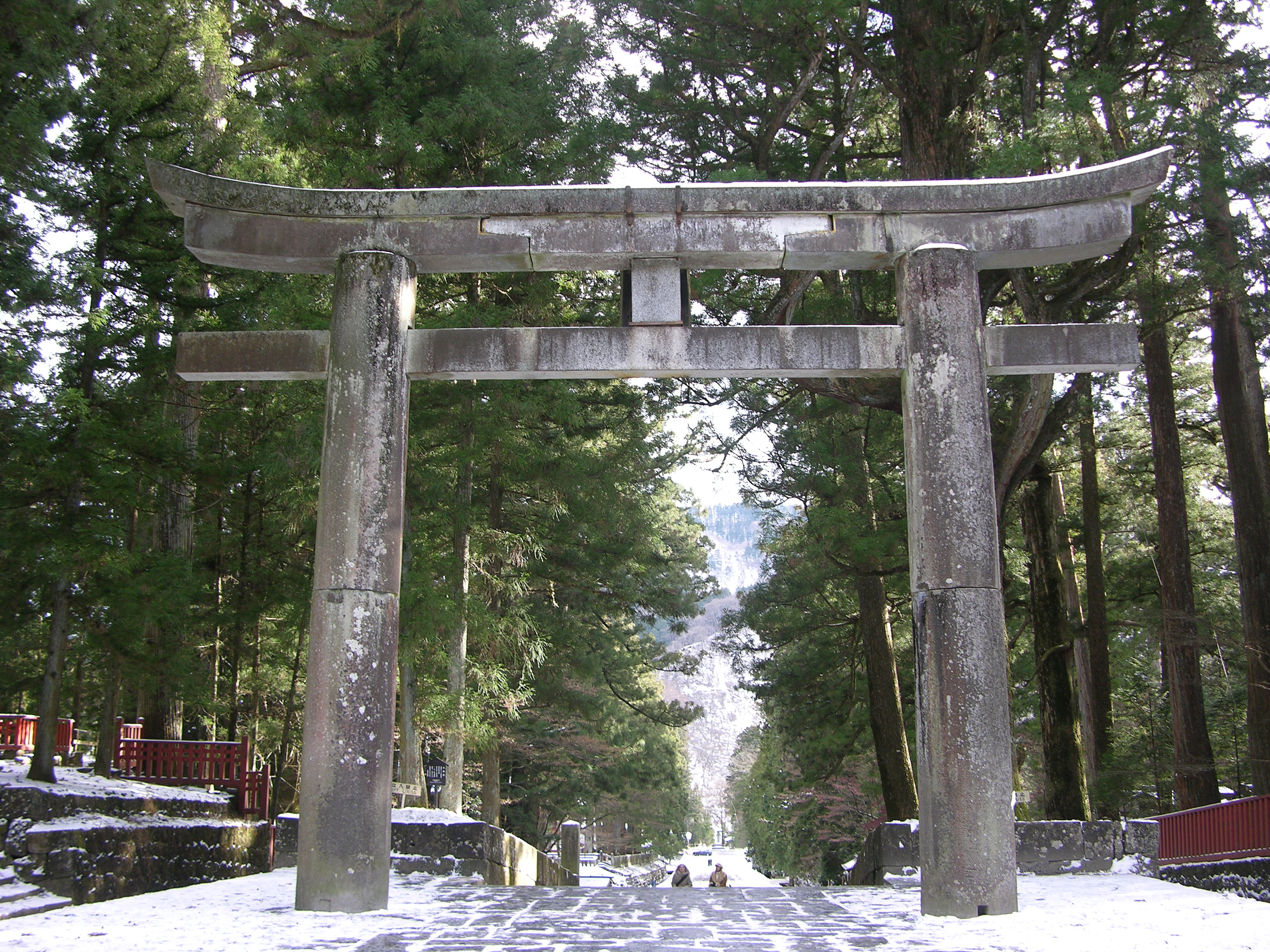
Ishidorii.
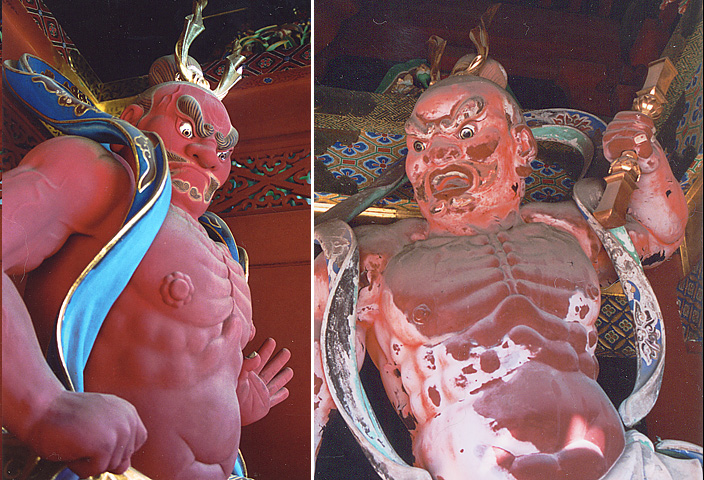
Fotomontaje de las figuras Nio, en la puerta Niomon.
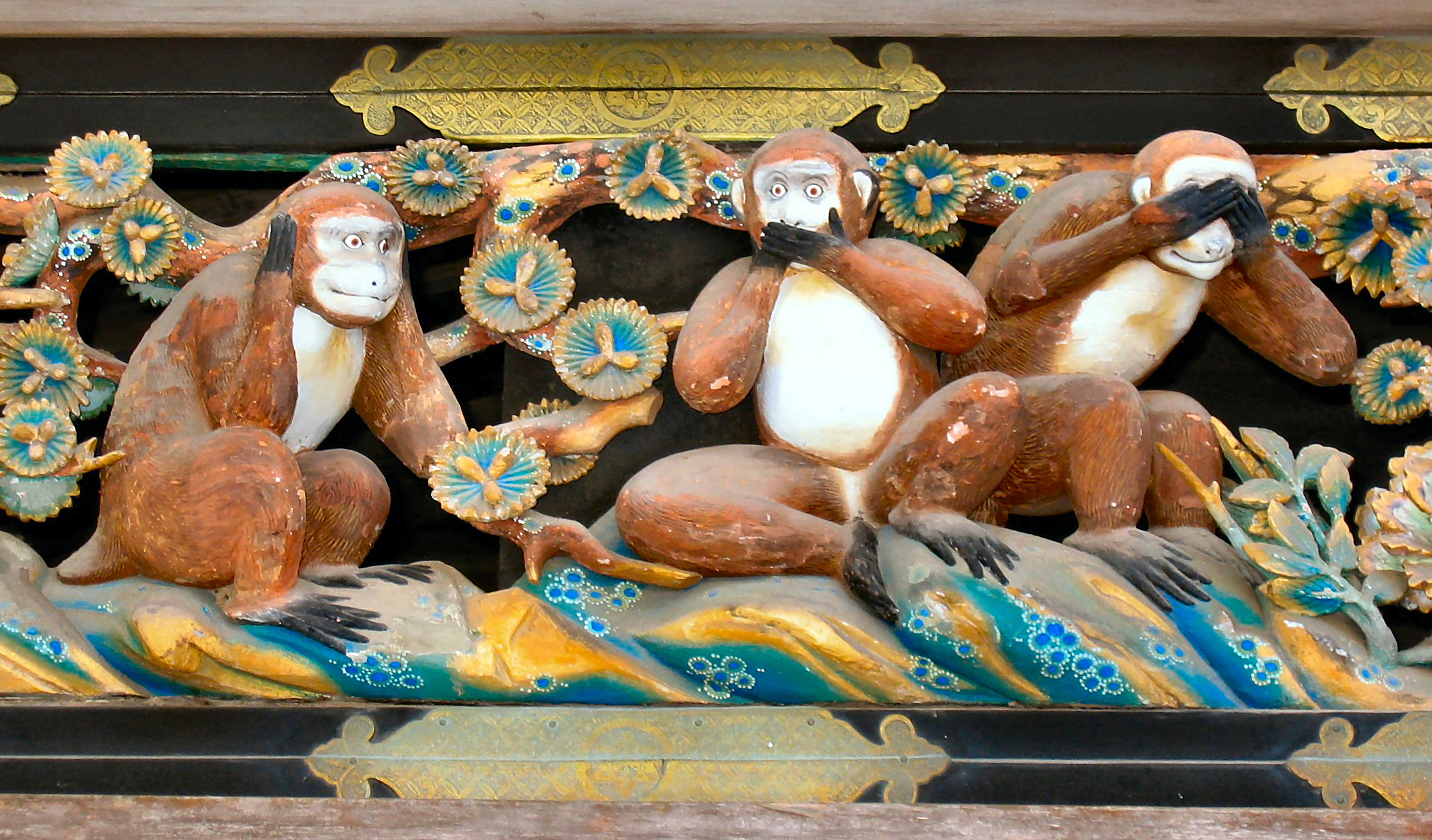
Los tres monos sabios del establo.
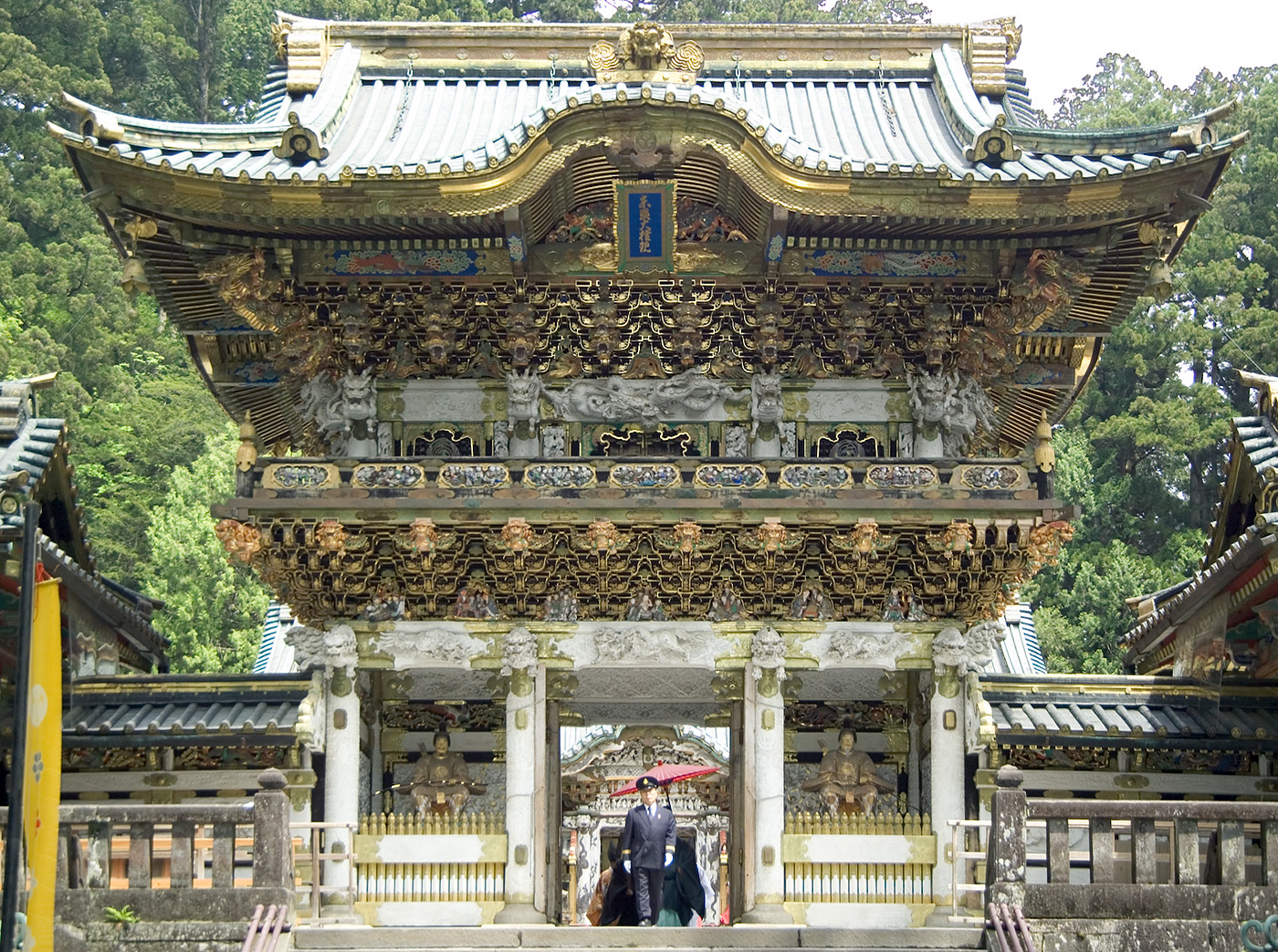
Puerta Yomeimon.

## El mausoleo de Tokugawa Iemitsu
Este santuario es llamado Taiyuin-byo (大院廟 Taiyūin-byō?), pues Tokugawa Iemitsu (tercer shōgun Tokugawa), cuyas cenizas allí están guardadas, tiene el nombre póstumo de Taiyuin. El mausoleo fue terminado en 1653, y su construcción estuvo dirigida por Masakatsu Hieuchi.
La entrada principal a Taiyuin-byo es a través de una puerta Niomon, flanqueada por dos guerreros Nio. La puerta está rodeada de más de cincuenta linternas de piedra, donadas por los señores feudales. El camino conduce a una fuente de granito decorada por Kano Yasunobu, y a la segunda puerta, Niteimon. En esta puerta hay cuatro nichos, ocupados por estatuas de los dioses Komoku y Jikoku, y por estatuas del dios verde del viento y el dios rojo del trueno.
A continuación, unas escalinatas llevan al patio donde se encuentran las torres del tambor y de la campana, rodeadas de veinte linternas de piedra. La salida del patio es a través de la puerta Yashamon, llamada así por sus estatuas del espíritu guardián Yasha. La cuarta puerta, Karamon, conduce al oratorio Haiden y al santuario interior (Honden), los cuales están interconectados por el pasaje Ai no ma. El santuario Haiden contiene algunas pinturas del siglo XVII, de artistas de la escuela Kanō. A su vez, Honden contiene una estatua de Tokugawa Iemitsu, y un altar budista.
La última puerta, llamada Kokamon, conduce al recinto Okunoin, donde se encuentran las cenizas del shōgun. La puerta Kokamon se conoce también como Ryuugumon está construida al estilo chino de la dinastía Ming. Esta puerta está cerrada al público, y es rara la ocasión en que un sacerdote penetra al Okunoin.

## Otros monumentos

### Futarasan-jinja
El santuario Futarasan (二荒山神社 Futarasan Jinja?) fue creado por Shodo Shonin en el año 782. El santuario está compuesto de varios edificios, construidos en diferentes épocas, aunque la mayoría al principio del Periodo Tokugawa.
El recinto principal Honden, y su edificio vecino Haiden; fueron construidos en 1619. El primero fue relocalizado en 1645, y el segundo reconstruido ese mismo año para aprovechar el espacio dejado por su vecino. El recinto Shin-yosha fue construido en 1617, como un lugar de veneración parte del santuario Tōshōgū, pero fue relocalizado en dos ocasiones en 1638 y 1641, formando parte actualmente de Futarasan-jinja. Debido a que se conserva su estilo arquitectónico original, se le considera como la fuente de información más antigua del estilo utilizado en las primeras etapas de construcción de Tōshōgū.

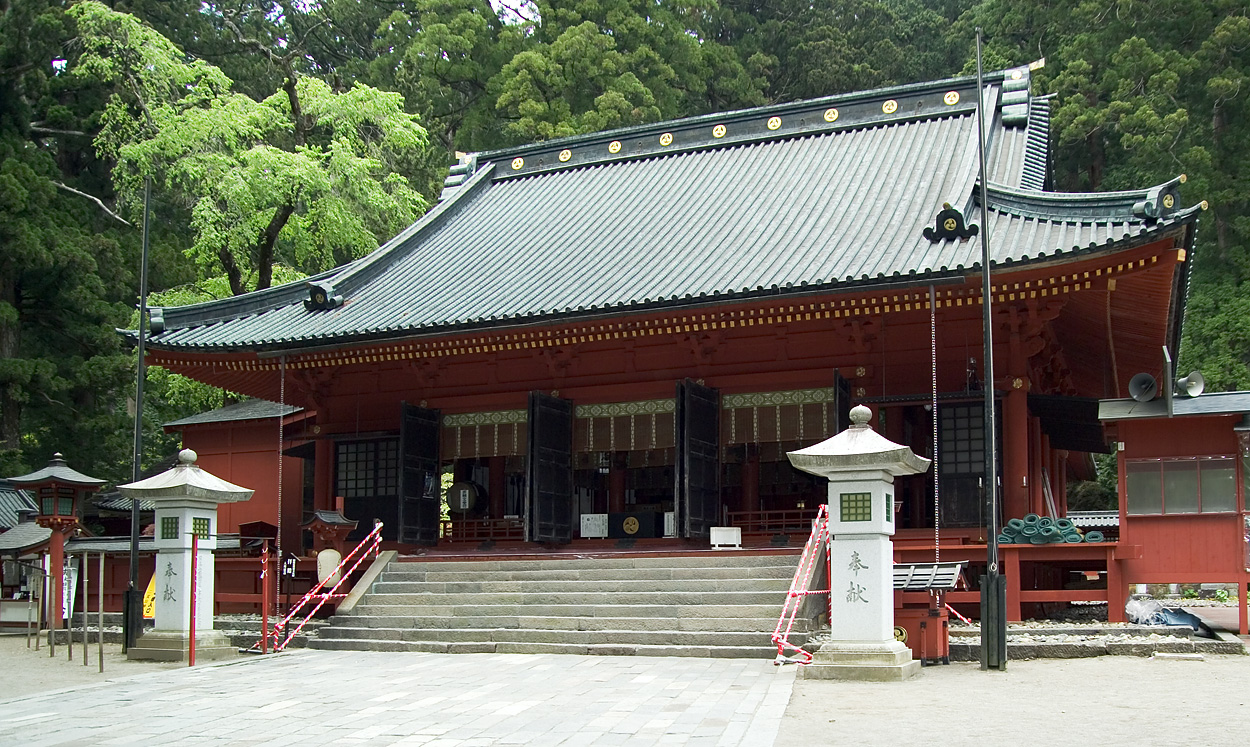
Haiden.
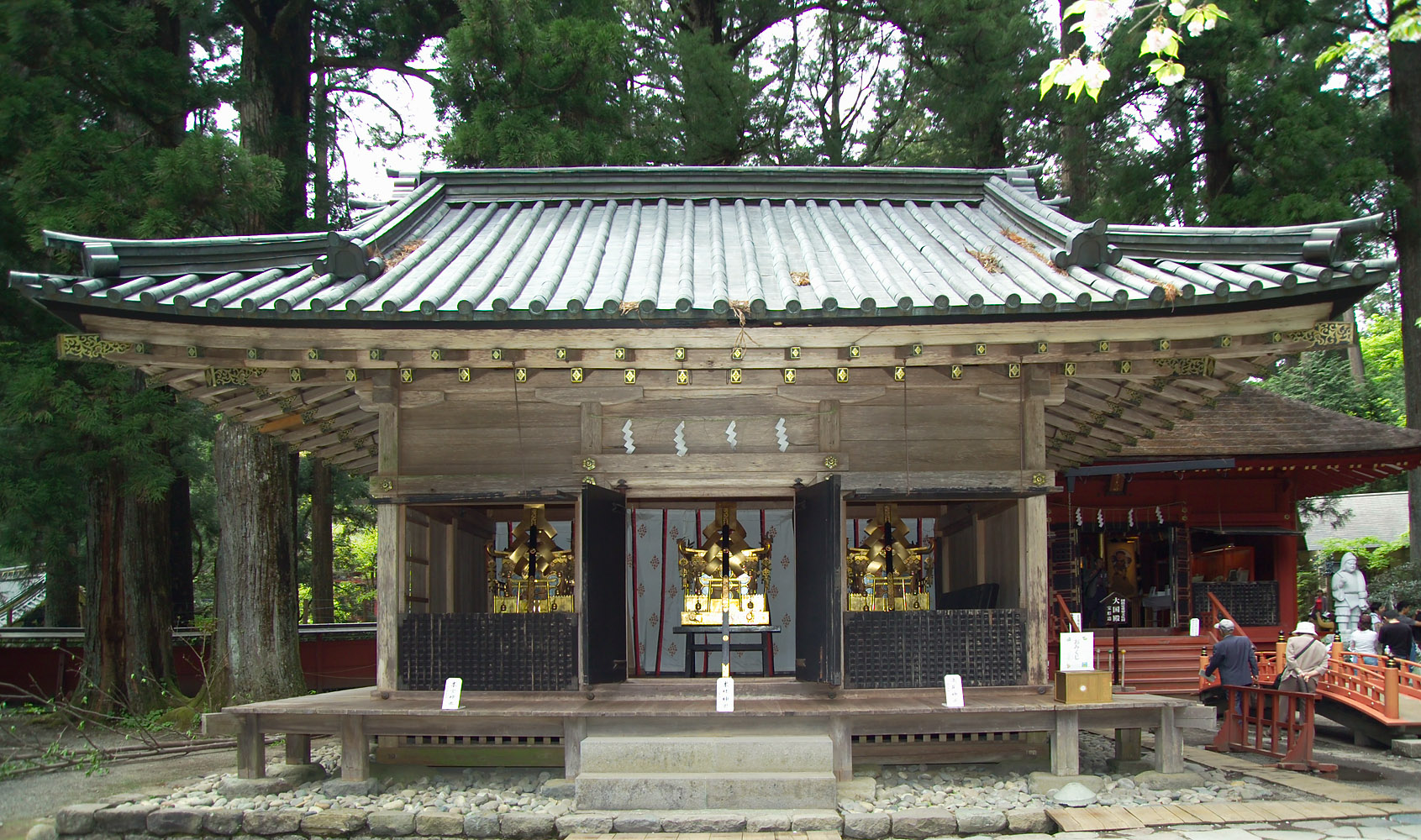
Shin-yosha.
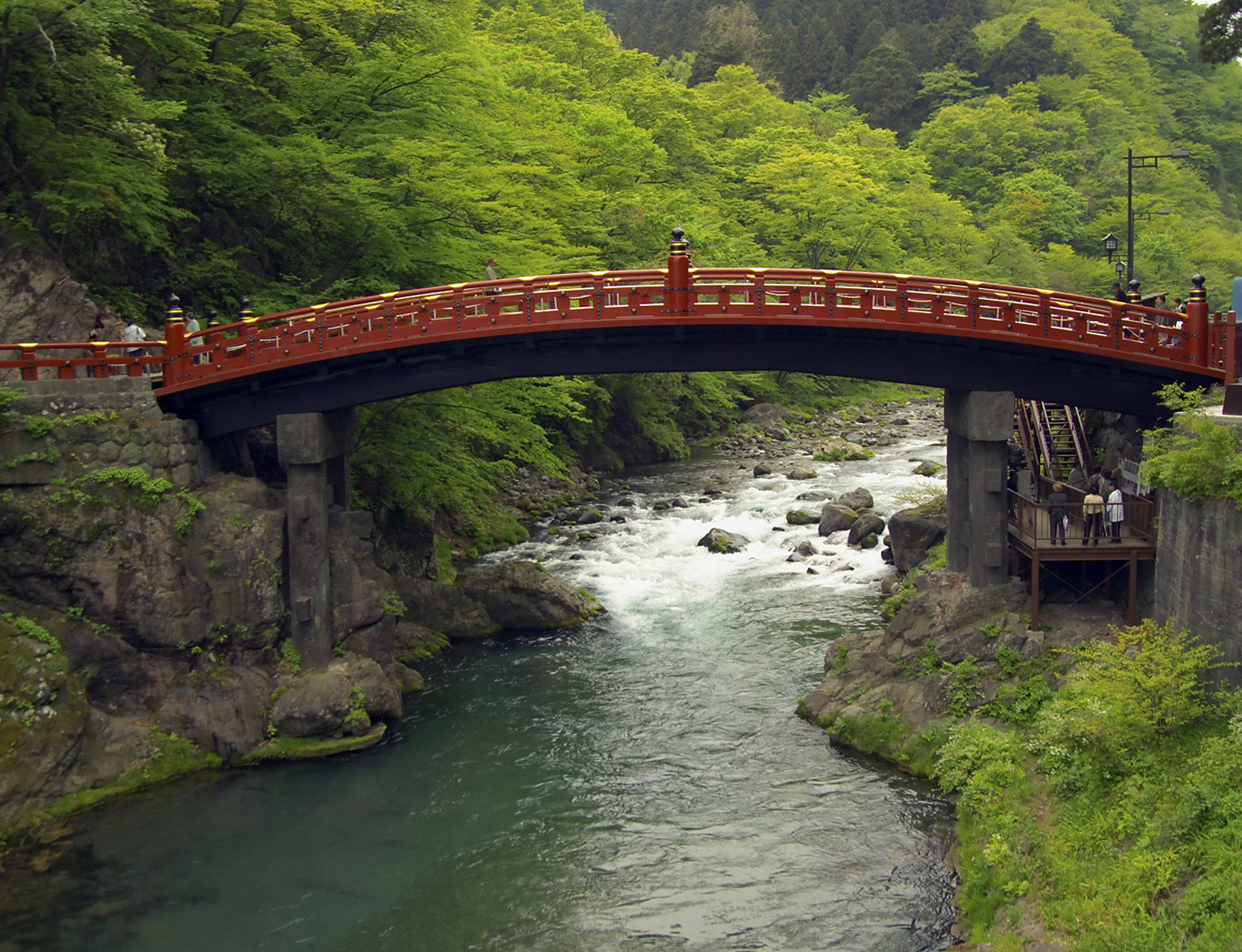
Puente Shinkyo.
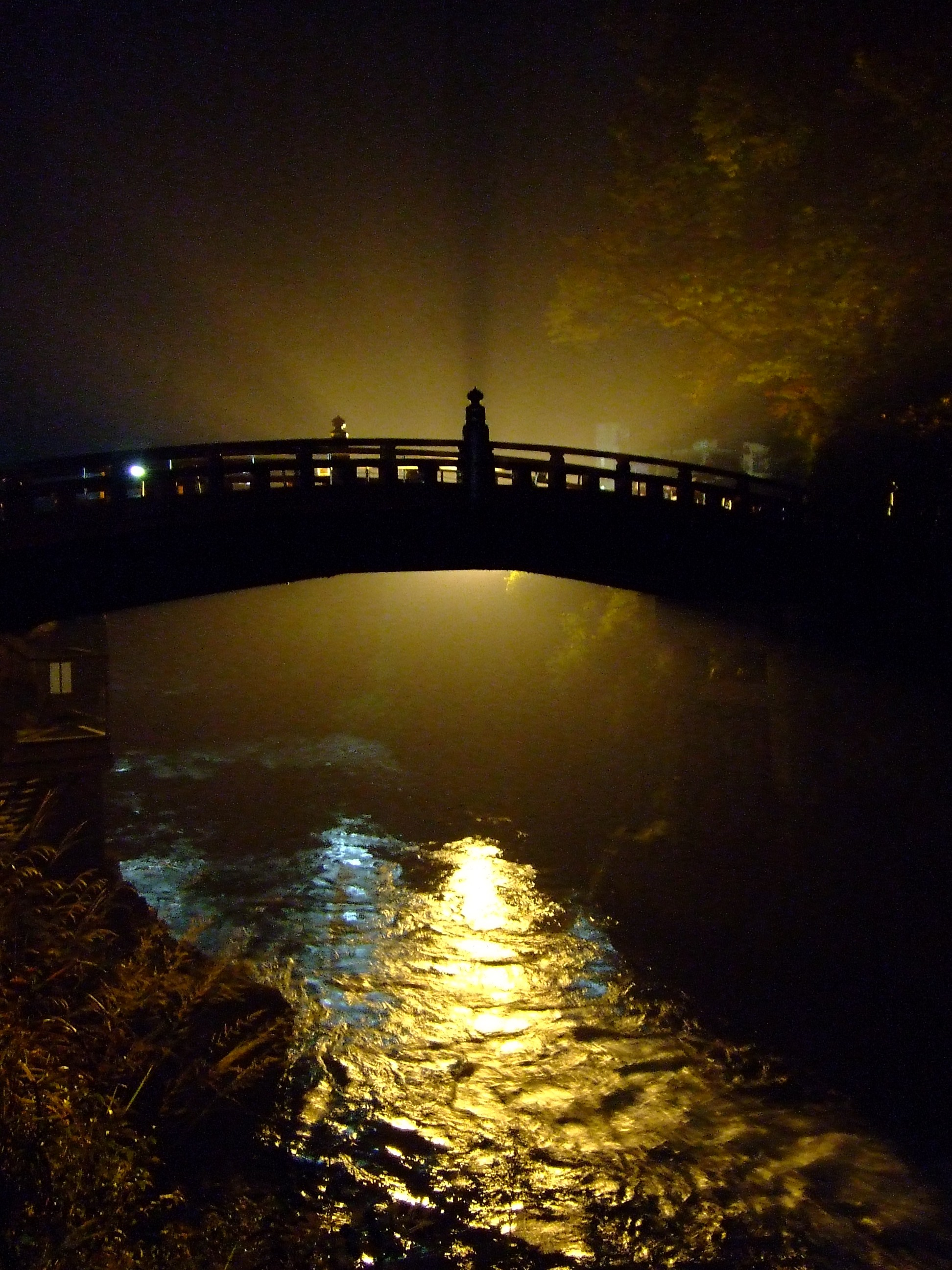
Vista nocturna del puente.

#### Shinkyo, el puente sagrado
El puente Shinkyo (神橋 shinkyō?) fue construido para poder ingresar al mausoleo del primer shōgun Tokugawa, cruzando el río Daiya. Los registros dicen que el puente ya existía en 1636, aunque la fecha exacta de su construcción no se ha precisado. Tiene una longitud de 28 metros de largo, y fue construido en el sitio donde tuvo lugar el legendario cruce del río por Shodo Shonin. Una inundación destruyó el puente original en 1902; el actual es una reconstrucción de 1907, y está vedado el tránsito por el mismo. Pertenece al santuario Futarasan-jinja.

### Rinno-ji
El nombre abarca un conjunto de quince templos diferentes. El primer templo fue fundado en el siglo VIII por Shodo Shonin, con el nombre de Shihonryu-ji. En 1653, cuando terminó la construcción del mausoleo Taiyuin-byo, Shihonryu-ji se convirtió en el centro religioso del shogunato. En 1655, el sucesor de Tenkai, Shuchouhoushinno, adoptó el nombre de Rinnoji-no-miya, y de allí derivó Rinno-ji (輪王寺 Rinnō-ji?), el nombre actual del complejo. Rinno-ji llegó a tener 109 templos, pero para 1882 solamente sobrevivían quince de ellos.

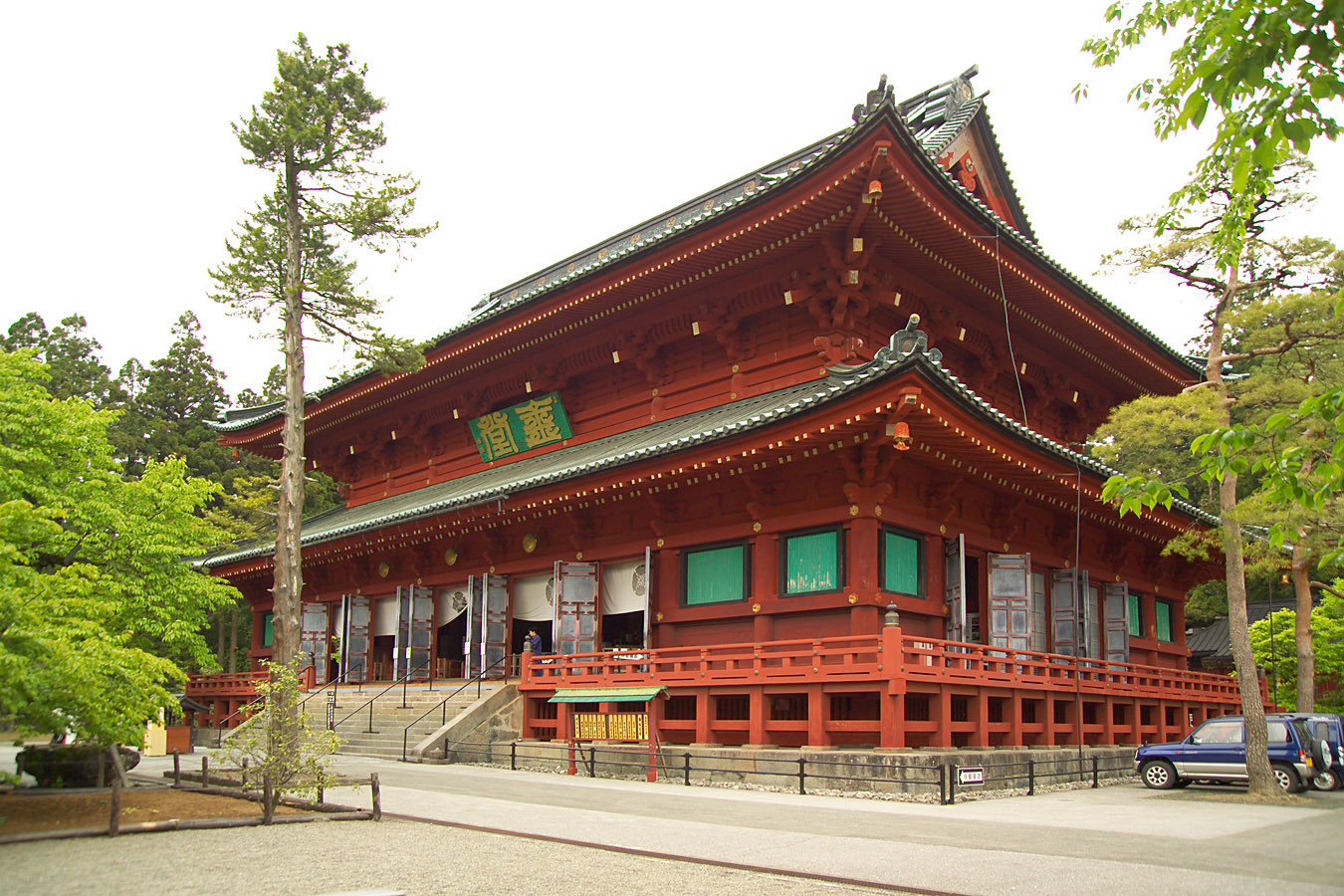
Sanbutsu-do, en Rinno-ji.

Hondo, El Recinto de los Tres Budas, o Sanbutsu-do, es el mayor recinto de Nikkō. El edificio actual fue construido en 1646, aunque la tradición señala que fue antecedido por otras construcciones desde el año 848. En el Periodo Imperial se separó oficialmente al budismo del sintoísmo, por lo que el Sanbutsu-do debió de ser relocalizado a su localización actual en 1879. En su interior se encuentran las efigies de Amida Buda, Senju Kannon, y Bato Kannon, cada una de ocho metros de altura. Tras el recinto, se encuentran más de mil volúmenes de sutras almacenados en el Sorinto, pilar de bronce de nueve anillos. En el mismo templo, se encuentra el salón del tesoro (Homotsuden), que contiene tesoros del Periodo Tokugawa, y el jardín Shoyoen, construido en el siglo XIX.
El Kaizando fue construido en 1720, en honor a Shodo Shonin. En su interior, hay una estatua del Bodhisattva Ksitigarbha, su deidad protectora; y es escenario de la ceremonia de Kaisan-e a inicios de abril de cada año.

## Ciudades hermanadas
Nikkō mantiene un hermanamiento de ciudades con:
- Rapid City, Dakota del Sur, Estados Unidos.